# Cal Roget
Cal Roget és una obra de Granyena de les Garrigues (Garrigues) inclosa a l'Inventari del Patrimoni Arquitectònic de Catalunya.

## Descripció
És un dels edificis més interessants del poble, té planta baixa, dos pisos i golfes. Està feta de pedra vista, amb carreus ben escairats i contrapilars a la façana. La disposició de les obertures és regular i simètrica: dos balcons alineats als dos primers pisos, dues finestres petites a les golfes i una porta d'entrada i una finestra a la planta baixa, tot alineat amb la resta d'obertures. La coberta està feta de teula.
La porta d'accés és un arc rebaixat amb pilastres adossades als costats que tenen un rombe a la base; a la clau hi ha una creu i a sobre una inscripció que posa "Portal y davante fet fer per Jaume Guiu apotecari de la ciutat de Mataró 29 abril 1767".